# Patricia Elorza
Patricia Elorza Eguiara, née le 8 avril 1984 à Vitoria-Gasteiz, est une handballeuse internationale espagnole évoluant au poste d’arrière droite à l'ES Besançon.
Elle évolue également en équipe d'Espagne avec laquelle elle a été médaillée de bronze au championnat du monde 2011 puis aux Jeux olympiques de 2012 à Londres.

## Parcours
Patricia Elorza décide de rejoindre l'ES Besançon à l'été 2015.

## Palmarès

### Club
compétitions nationales
- Vainqueur du Championnat d'Espagne en 2013, 2014 et 2015 (avec BM Bera Bera)
- Vainqueur de la Coupe de la Reine en 2013, 2014
- Vainqueur de la Supercoupe d'Espagne en 2012, 2013, 2014 et 2016

### Équipe nationale
- finaliste du championnat d'Europe 2014,  Hongrie &  Croatie
- médaillée de bronze au championnat du monde 2011 au Brésil
- médaillée de bronze aux Jeux olympiques de 2012 à Londres ( Royaume-Uni)